# Drevníky

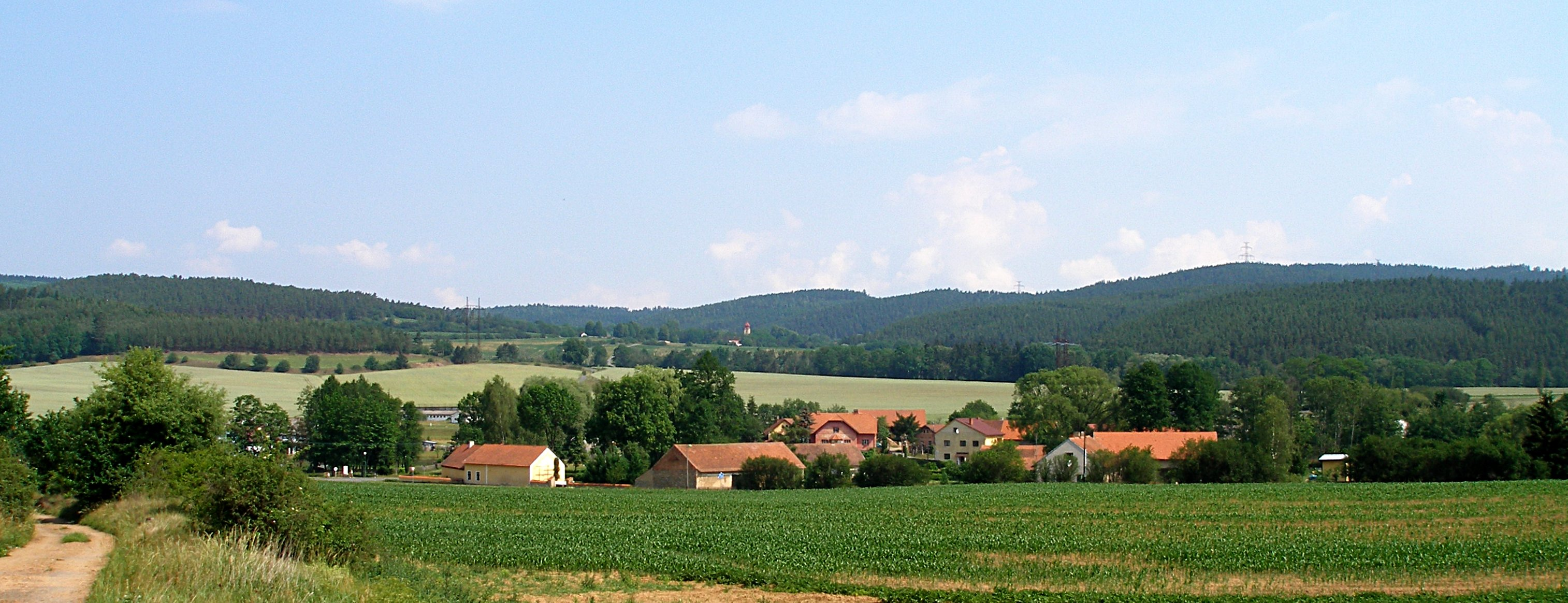
Blick von Süden auf Drevníky

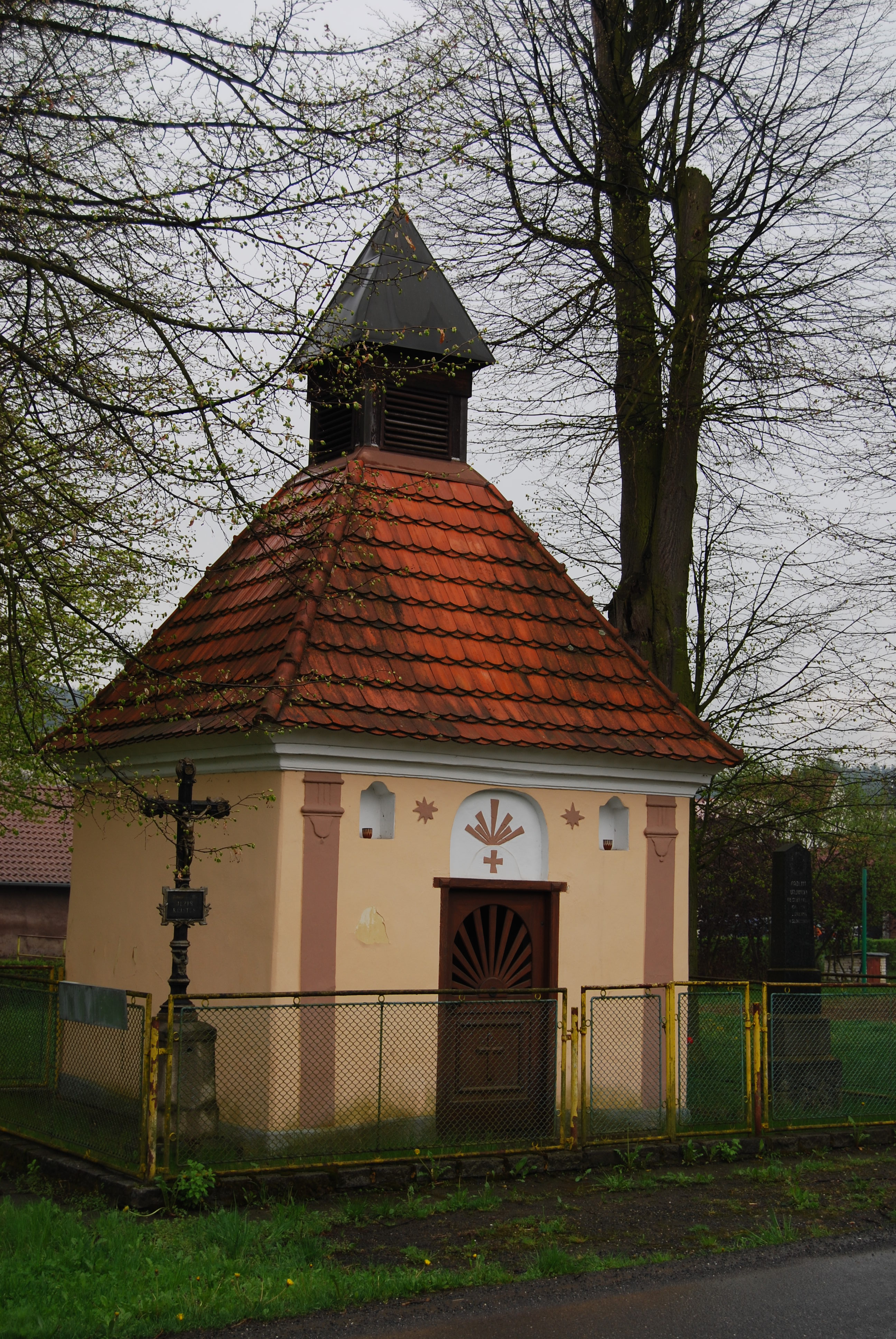
Kapelle, Kreuz und Gefallenendenkmal in Drevníky

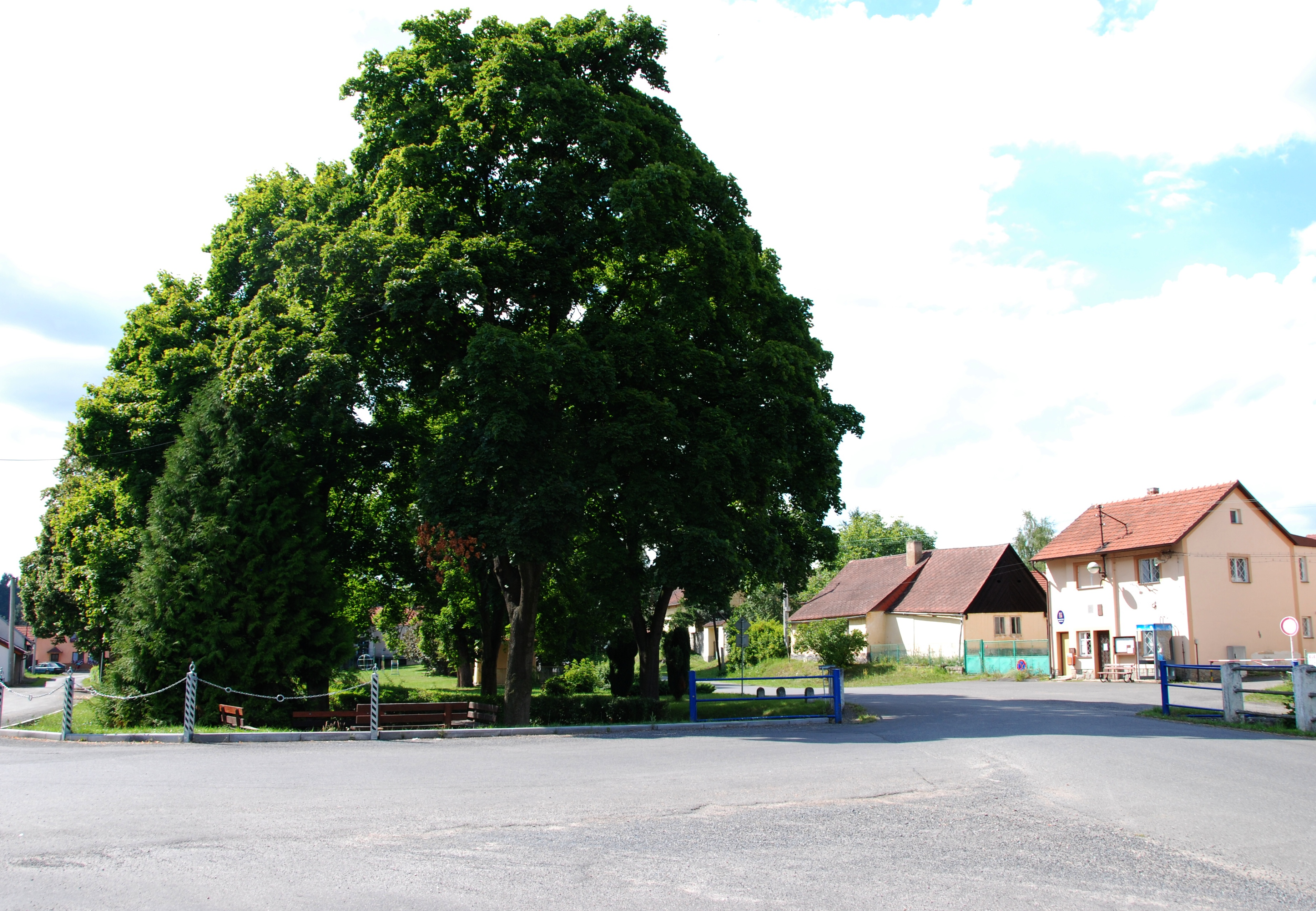
Dorfplatz und Gemeindeamt in Drevníky

Drevníky (deutsch Drewnik) ist eine Gemeinde in Tschechien. Sie liegt elf Kilometer südöstlich von Dobříš und gehört zum Okres Příbram.

## Geographie
Drevníky befindet sich in der Dobříšská pahorkatina (Dobrischer Hügelland) im Tal des Baches Hubenovský potok. Nördlich erhebt sich der Budkův vrch (451 m n.m.), im Nordosten die Makovice (419 m n.m.), östlich der Dějkov (404 m n.m.), im Süden die Plavečnice (397 m n.m.), südwestlich der Kryšpínův vrch (441 m n.m.) sowie im Nordwesten der Na Skalách (460 m n.m.) und die Mýtka (410 m n.m.). Durch Drevníky verläuft die Staatsstraße II/102 zwischen Chotilsko und Obory. Zweieinhalb Kilometer östlich liegt das mit dem Stausee Slapy geflutete Moldautal.
Nachbarorte sind Homole, Budkovna und Borotice im Norden, Hubenov im Nordosten, Dějkovna im Osten, Županovice und Zvírotice im Südosten, Zadní Háje und Jiráska im Süden, Žebrák, Smrčí und Vaječník im Südwesten, Slovanská Lhota im Westen sowie Nechalov, Radčany, Milina und Slovanský Dvůr im Nordwesten.

## Geschichte
Die erste schriftliche Erwähnung von Drevníky erfolgte im Jahre 1379. Im Jahre 1630 verkaufte die Böhmische Kammer die Herrschaft Dobříš mit dem angeschlossenen Gut Heiligfeld an Bruno von Mansfeld. Nachfolgender Besitzer war ab 1644 Franz Maximilian von Mansfeld. Bis 1714 gehörte das Dorf zum Podbrder Kreis, danach wurde es Teil des Berauner Kreises. Nachdem 1780 mit dem Tode von Joseph Wenzel von Mansfeld das Geschlecht im Mannesstamme erloschen war, erbte dessen Schwester Maria Isabella die Herrschaft Dobřisch. Es erfolgte die Namens- und Wappenvereinigung mit der Familie ihres Ehemannes Franz de Paula Gundaker von Colloredo-Waldsee-Mels zum Geschlecht Colloredo-Mannsfeld. Nach Maria Isabellas Tod im Jahre 1794 erbte ihr Sohn Rudolph Joseph II. die Güter. Nach dem Tode des kinderlosen Rudolf Joseph II. von Colloredo-Mannsfeld fiel die Herrschaft 1844 an dessen Neffen Franz de Paula Gundaccar II. von Colloredo-Mannsfeld.
Im Jahre 1846 bestand das Dorf Drewnik aus 33 Häusern mit 227 Einwohnern. Pfarrort war Borotitz. Bis zur Mitte des 19. Jahrhunderts blieb Drewnik der Herrschaft Dobřisch untertänig.
Nach der Aufhebung der Patrimonialherrschaften bildete Dřevníky / Drewnik ab 1850 einen Ortsteil der Gemeinde Drhov im Gerichtsbezirk Dobříš. Ab 1868 gehörte Dřevníky zum Bezirk Příbram. Im Jahre 1881 bildete sich die Freiwillige Feuerwehr. 1920 wurde der Ortsname in Drevníky geändert. Im Jahre 1930 lösten sich Drevníky, Homole und Slovanská Lhota von Drhovy und bildeten die Gemeinde Drevníky. 
Ab 1949 gehörte Drevníky zum neugebildeten Okres Dobříš, nach dessen Aufhebung wurde die Gemeinde 1960 wieder Teil des Okres Příbram. 1961 erfolgte die Eingemeindung von Županovice. Am 24. November 1990 wurde Županovice wieder eigenständig. Zum 1. Jänner 1998 wurden Nechalov und Drhovce von Drhovy nach Drevníky umgemeindet.

## Gemeindegliederung
Die Gemeinde Drevníky besteht aus den Ortsteilen Drevníky (Drewnik), Drhovce (Drhowetz, auch Dirhowetz), Nechalov (Nechalow) und Slovanská Lhota (Slowanska Lhotta, 1939–45: Slawisch Lhota). Grundsiedlungseinheiten sind Drevníky, Nechalov und Slovanská Lhota. Zu Drevníky gehören außerdem die Ansiedlungen Milina (Milin) und Radčany (Ratschan) sowie die Einschichten Slovanský Dvůr und Smrčí.
Das Gemeindegebiet gliedert sich in die Katastralbezirke Drevníky, Nechalov und Slovanská Lhota.

## Sehenswürdigkeiten
- Kapelle auf dem Dorfplatz von Drevníky, daneben befinden sich ein Kruzifix, ein Gedenkstein für die Gefallenen des Ersten Weltkrieges und eine geschützte Linde
- Gedenkstein zur 90-jährigen Jubiläum der Feuerwehr in Drevníky, errichtet 1971
- Kapelle in Slovanská Lhota
- Kapelle in Nechalov
- Nischenkapelle in Milina